# Hermann Henneicke

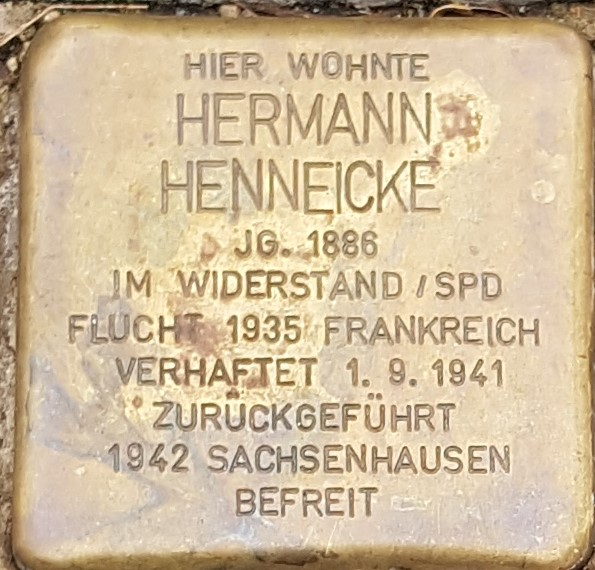
Stolperstein für Hermann Henneicke

Hermann Henneicke (* 2. November 1886 in Soltendieck; † 11. Mai 1966) war ein deutscher Gewerkschaftsfunktionär und Politiker der SPD/SPS.

## Leben
Hermann Henneicke wuchs in Flinten auf, wo seine Eltern eine Landwirtschaft besaßen. Von 1905 bis 1908 leistete er seinen Wehrdienst als Oberheizer bei einer Torpedo-Division ab. 1908 trat er der SPD und dem Deutschen Metallarbeiter-Verband (DMV) bei. Dort bekleidete er jahrelang das Amt des Vertrauensmanns und war im Betriebsrat tätig. Am Ersten Weltkrieg nahm er als Werftschlosser teil.
Von 1922 bis 1928 war er in der SPD als zweiter Vorsitzender der Ortsgruppe Wilhelmshaven-Rüstringen tätig. Von 1920 bis 1923 war er Mitglied des Landtags von Oldenburg und von 1924 bis 1929 Stadtratsmitglied in Rüstringen.
1929 zog er mit seiner Frau Marie Henneicke (geborene Dümatz) und seinen drei Töchtern nach Neunkirchen, wo er für den Ortsverband des DMV tätig war. 1932 wurde er dort als SPD-Mitglied in den Stadtrat gewählt. Nach dem Anschluss des Saargebiets an das Deutsche Reich emigrierte er nach Frankreich. Im Exil hatte er losen Kontakt zu den Grenzstellen von KPD und SPD und engagierte sich gewerkschaftlich. 1935 wurde er Mitglied der Confédération générale du travail (CGT) und 1937 des „Koordinationsausschusses deutscher Gewerkschaftler in Frankreich“, einer Exil-Widerstandsgruppe.
Im September 1941 wurde er in Straßburg verhaftet. Wegen „Vorbereitung zum Hochverrat“ wurde er zunächst im Saarbrücker Gefängnis Lerchesflur inhaftiert. Von dort aus kam er ohne Anklage als „Schutzhäftling“ in das KZ Sachsenhausen. Er überlebte den Todesmarsch durch Hilfe von Richard Rauch und wurde von britischen Truppen befreit.
Bis 1947 wurde er von Frankreich als Amtsbürgermeister von Eppelborn eingesetzt. Anschließend wurde er Mitarbeiter der Stadt Neunkirchen, für die er als Amtsrat und als Geschäftsführer der Gemeinnützigen Siedlungsgesellschaft Neunkirchen tätig war. Politisch engagierte er sich in der SPS bis 1952 und anschließend in der illegalen SPD.
Am 8. September 2022 wurde für Hermann Henneicke vor seinem ehemaligen Wohnhaus in Neunkirchen ein Stolperstein verlegt.